# (14074) Riccati
Pour les articles homonymes, voir Riccati.
(14074) Riccati est un astéroïde de la ceinture principale.

## Description
(14074) Riccati est un astéroïde de la ceinture principale. Il fut découvert le 11 juillet 1996 à Bologne par l'observatoire San Vittore. Il présente une orbite caractérisée par un demi-grand axe de 3,05 UA, une excentricité de 0,09 et une inclinaison de 9,8° par rapport à l'écliptique.

## Compléments